# Mésigny
Mésigny település Franciaországban, Haute-Savoie megyében. Lakosainak száma 802 fő (2022. január 1.). Mésigny La Balme-de-Sillingy, Chilly, Choisy, Sallenôves és Sillingy községekkel határos.

## Népesség
A település népességének változása:
| Lakosok száma | 685  | 689  | 766  | 753  | 767  | 780  | 794  | 802  | 802  |
|               | 2013 | 2015 | 2016 | 2017 | 2018 | 2019 | 2020 | 2021 | 2022 |